# 雅克·索特罗
雅克·索特罗（法語：Jacques Sautereau，1860年9月7日—1936年11月23日），法国男子槌球运动员。他曾代表法国参加1900年夏季奥林匹克运动会槌球比赛，获得一枚铜牌。